# Proscênio
Proscénio (português europeu) ou Proscênio (português brasileiro) (do grego antigo  πρό, transl. pró, e  σκήνη, transl. skene, 'palco': 'à frente do palco', através do latim proscenium) é a parte do palco situada à frente do cenário, junto à ribalta, avançando desde a boca de cena até à plateia ou até ao fosso da orquestra, quando houver. Em outras palavras, trata-se de um prolongamento do palco que se projecta, no mesmo nível deste,  até a plateia (ou até o fosso da orquestra). O proscénio, juntamente com os bastidores e a bambolina mestra , compõe a boca de cena, isto é, a  parte do palco situada  junto à orquestra  e cuja função é emoldurar o âmbito cénico. 

Proscénio (à direita) e parte da plateia do Fox Theatre (Brooklyn, Nova Iorque)

Fosso da orquestra e proscénio do Fox Theater

O proscénio pode variar quanto ao formato e tamanho. No antigo teatro grego, construído sempre em forma circular (em razão do simbolismo atribuído à circunferência), o proscénio ficava entre a cena e a orquestra (em grego antigo, ὀρχήστρα, transl. orchḗstra, 'lugar da dança' ou 'praça da dança'), que era um espaço, também circular, situado entre a cena e os espectadores, onde o coro fazia as suas evoluções  e de onde o corifeu, o chefe do coro,  (em grego antigo, κορυφαῖος, transl. koruphaîos) dirigia-se aos presentes, explicando o espetáculo que iriam assistir.
Já nos teatros italianos,  geralmente retangulares e caracterizados pela disposição frontal da plateia em relação ao palco, há um arco de proscénio na frente do palco.
Nos teatros elisabetanos, em que a plateia envolve o palco por três lados, o proscénio pode ser retangular ou circular.
A função primordial do proscénio é  assegurar um distanciamento mínimo necessário para que o palco se situe no campo de visão dos espectadores das primeiras fileiras.  Quanto maior o proscénio, mais ampla será a visão desses espectadores mais próximos do palco.  
Se o sistema de piso de palco for desmontável, o espaço do proscénio também pode transformar-se no fosso de orquestra.Em muitos teatros, tal como   ocorre no Teatro Colón e no Teatro Municipal de São Paulo, o espaço do proscénio é efetivamente usado para  acomodar a orquestra, sempre que  necessário.